# Liste de composés inorganiques D
| A B C D E F G H I K L M N O P R S T U V W X Y Z |

Cette liste répertorie les éléments chimiques dont le symbole commence par une même lettre, ainsi que leurs principaux composés inorganiques.
Il peut y avoir plusieurs articles pour une même molécule, et plusieurs molécules pour une même formule. Alors :
- la formule chimique renvoie aux synonymes, isomères ou polymorphes ;
- le nom renvoie aux articles respectifs.

## Dubnium
| Formule chimique | Nom     | Numéro CAS | Masse molaire | Fusion | Ébullition | Densité |
| ---------------- | ------- | ---------- | ------------- | ------ | ---------- | ------- |
| Db               | Dubnium |            | 262,113 8     |        |            |         |

## Darmstadtium
| Formule chimique | Nom          | Numéro CAS | Masse molaire | Fusion | Ébullition | Densité |
| ---------------- | ------------ | ---------- | ------------- | ------ | ---------- | ------- |
| Ds               | Darmstadtium |            | 269           |        |            |         |

## Dysprosium
| Formule chimique | Nom                                     | Numéro CAS | Masse molaire | Fusion         | Ébullition | Densité |
| ---------------- | --------------------------------------- | ---------- | ------------- | -------------- | ---------- | ------- |
| Dy               | dysprosium                              | 7429-91-6  | 162,500       | 1 406,9 °C     | 2 566,9 °C | 8,551   |
| DyB4             | borure de dysprosium(II)                | 12310-43-9 |               |                |            |         |
| DyBr2            | bromure de dysprosium(II)               | 83229-05-4 |               |                |            |         |
| DyBr3            | bromure de dysprosium(III)              | 14456-48-5 | 402,212       | 879 °C         | 1 480 °C   | 4,8     |
| Dy(CHO2)3        | formiate de dysprosium(III)             | 3252-58-2  |               |                |            |         |
| DyCl2            | chlorure de dysprosium(II)              | 13767-31-2 | 233,405       | déc 721 °C     |            |         |
| DyCl3            | chlorure de dysprosium(III)             | 10025-74-8 | 268,858       | 647 °C; 680 °C | 1 530 °C   | 3,67    |
| DyF3             | fluorure de dysprosium(III)             | 13569-80-7 | 219,495       | 1 154 °C       | 2 230 °C   | 7,5     |
| DyH3             | hydrure de dysprosium(III)              | 13537-09-2 |               |                |            |         |
| DyI2             | iodure de dysprosium(II)                | 36377-94-3 | 416,309       | 721 °C; 659 °C |            |         |
| DyI3             | iodure de dysprosium(III)               | 15474-63-2 | 543,213       | 978 °C         | 1 320 °C   |         |
| DyN              | nitrure de dysprosium(III)              | 12019-88-4 | 176,507       |                |            | 9,93    |
| Dy(NO3)3         | nitrate de dysprosium(III)              | 10143-38-1 |               |                |            |         |
| Dy(NO3)3•5H2O    | nitrate de dysprosium(III) pentahydraté | 10143-38-1 |               |                |            |         |
| DySi2            | siliciure de dysprosium(II)             | 12133-07-2 |               |                |            |         |
| Dy2O3            | oxyde de dysprosium(III)                | 1308-87-8  | 372,998       | 2 408 °C       |            | 7,8     |
| Dy2S3            | sulfure de dysprosium(III)              | 12133-10-7 | 421,198       |                |            | 6,08    |
| Dy2Se3           | triséléniure de dysprosium              | 12020-04-1 | 561,88        |                |            |         |